# Friedrich Hauß
Friedrich Hauß (* 11. August 1893 in Vogelbach bei Kandern; † 9. Juli 1977 in Karlsruhe) war ein protestantischer Theologe in Baden. 
Er wirkte als Dekan und Kirchenhistoriker. 1934 wurde er zum Leiter des neugegründeten volksmissionarischen Amtes der Landeskirche bestellt, wo er die „Wochen der Volksmission“ begründete. Bekannt sind seine kurzen Biographien zur Kirchengeschichte.
Ein Studienzentrum der Badischen Landeskirche ist nach ihm benannt.

## Werke (Auswahl)
- Henhöfer und seine Freunde: Die Väter der kirchlichen Erweckung in Baden, Verlag der Schriftenmission des Volksmissionarischen Amtes der Evang. Landeskirche in Baden, Karlsruhe 1962.
- Henhöfer, Aloys: Christliches Glaubensbekenntnis des Pfarrers Henhöfer von Mühlhausen, Verlag der Schriftenmission des Freundeskreises der Volksmission der Evang. Landeskirche in Baden, Karlsruhe 1969.
- Die uns das Wort Gottes gesagt haben. Lebensbilder und Glaubenszeugnisse aus dem schwäbischen Pietismus, Hänssler Verlag, Neuhausen 1978, ISBN 3-7751-0342-2.
- Biblische Taschenkonkordanz, Hänssler, Neuhausen-Stuttgart 1990, ISBN 3-775-10141-1
- Väter der Christenheit, R. Brockhaus, Haan 1991. ISBN 3-417-24625-3
- Erfahrungen mit Gott in Krieg und Wiederaufbau: Wunder der Bewahrung, Wunder des geistlichen Aufwachens, Wachsens und Festwerdens,	Verlag Linea, 2011, ISBN 978-3-939-07550-9